# Fred Gustus Johnson
Fred Gustus Johnson (* 16. Oktober 1876 bei Dorchester, Saline County, Nebraska; † 30. April 1951 in Hastings, Nebraska) war ein US-amerikanischer Politiker. Zwischen 1929 und 1931 vertrat er den fünften Wahlbezirk des Bundesstaates Nebraska im US-Repräsentantenhaus.

## Werdegang
Fred Johnson besuchte die öffentlichen Schulen seiner Heimat und absolvierte im Jahr 1893 die Dorchester High School. Nach einem Jurastudium an der University of Nebraska und seiner 1903 erfolgten Zulassung als Rechtsanwalt begann er in Dorchester in diesem Beruf zu arbeiten. Außerdem war er dort auch in der Landwirtschaft tätig. Im Jahr 1909 zog Johnson nach Oxford und 1911 nach Hastings, wo er auch als Anwalt praktizierte.
Politisch wurde Johnson Mitglied der Republikanischen Partei. Zwischen 1907 und 1909 und nochmals von 1917 bis 1919 war er Abgeordneter im Repräsentantenhaus von Nebraska; von 1919 bis 1920 gehörte er auch dem Staatssenat an. Danach war er in den Jahren 1923 und 1924 Vizegouverneur seines Staates. Zwischen 1900 und 1938 war er Delegierter auf allen Parteitagen der Republikaner in Nebraska.
1928 wurde Fred Johnson im fünften Distrikt von Nebraska in das US-Repräsentantenhaus gewählt. Dort löste er am 4. März 1929 Ashton C. Shallenberger ab. Da er aber bereits bei den nächsten Wahlen gegen Shallenberger verlor, konnte er bis zum 3. März 1931 nur eine Legislaturperiode im Kongress absolvieren. Im Jahr 1932 scheiterte eine weitere Kandidatur für das Repräsentantenhaus.
Nach dem Ende seiner Zeit im Kongress war Johnson wieder als Rechtsanwalt tätig. Außerdem engagierte er sich auf dem Immobilienmarkt. Zwischen 1934 und 1938 leitete er ein landwirtschaftliches Unternehmen in Hastings. Von 1941 bis 1943 lebte er in Charleston (Mississippi), wo er ebenfalls einen landwirtschaftlichen Betrieb leitete. Von 1945 bis zu seinem Tod war Johnson Richter im Adams County in Nebraska.